# 가지모토 다카오
가지모토 다카오(일본어: 梶本 隆夫, 1935년 4월 8일 ~ 2006년 9월 23일)는 일본의 전 프로 야구 선수이자 야구 지도자, 야구 해설가·평론가이다.
선수 시절 ‘카지’(梶) 혹은 ‘카지 상’(梶さん) ‘카지 양’(梶やん) 등 다수의 애칭을 가졌으며 동생은 전 프로 야구 선수인 가지모토 야스오이다.

## 인물

### 프로 입단 전
기후현 다지미시에서 태어나 본가는 다지미 시에 소재하고 있는 ‘가지모토 미싱 상사’였는데 가지모토가 중학생일 때 아버지를 여의고 어머니가 혼자서 아이를 기르고 집안일을 처리하기도 했다. 기후 현립 다지미 공업고등학교에서는 하계 기후 현 대회에서 노히트 노런을 기록하는 등 우승에 기여하였고 인접 지역인 미에현과의 2차 예선인 ‘산기 대회’에서 팀은 패하여 고시엔 대회 출전은 놓쳤다. 한큐 브레이브스, 주니치 드래건스, 요미우리 자이언츠 등 프로 3개 구단이 입단 교섭을 해왔는데 한큐가 계약금 50만, 주니치는 120만, 마지막에 요미우리는 200만 엔의 계약금을 제시했다. 결국 1954년에 한큐에 입단했는데 한큐로 결정한 이유는 “비싼 돈을 받고 형편없으면 면목이 없다. 그렇다면 가장 싼 곳으로 가라”라는 어머니의 생각에 의한 것이었다.

### 선수 시절
고졸 출신의 기대주로서 입단 1년차인 1954년에는 니시무라 마사오 감독으로부터 개막전 선발 투수로 낙점돼 개막전에서 승리 투수가 됐고 구연까지 12승을 올리는 등 팬 투표에서도 1위로 선정되기도 했다. 같은 해 55경기에 등판하여 20승(13선발승)(12패)을 남겼지만 신인왕 경쟁에서 다쿠와 모토지(난카이 호크스)에게 양보했다. 신인으로서 20승을 올리는 활약에도 불구하고 신인왕에 선정되지 못한 사례는 현재까지도 가지모토가 유일하다. 스포츠 신문에서는 ‘5000엔 에이스’라고 불렸지만 실제 월급은 2만 엔이었다. 가지모토 본인은 “그 해 8월부터 갑자기 급여가 배액이 됐다”라고 회고했지만 이것은 신문 기사에 의해 이름이 알려지게 된 것에 대한 립서비스였다.
1956년에는 시즌 28승(15선발승)을 기록했지만 다이에이 스타스의 미우라 마사요시(29승)(17선발승)(최다 선발승 - 시마하라 유키오(19선발승))에 방해를 받아 최다승을 놓쳤다. 이듬해 1957년에도 24승(17선발승)과 2년 연속 20승, 1960년에도 21승(12선발승)을 올리는 등 한큐의 ‘회색의 시대’의 일원으로서 활약했다.
1957년 7월 23일의 난카이전에서 달성한 공식전 9연속 탈삼진은 현재도 일본 프로 야구의 신기록으로 남아있는데 이 때 첫 번째가 투수인 미나가와 무쓰오였다. 처음에는 “평소보다 조금 삼진이 많았다”정도로 생각했지만 9번째 타자를 삼진으로 처리했을 때에 포수 야마시타 다케시로부터 “가지모토, 이거 신기록이야”라는 말을 듣고 갑자기 기록을 의식하게 됐다고 한다. 10번째의 타자는 다시 투수인 미나가와(미나가와도 호투하고 있었기 때문에 대타를 내보내지 않았다)였지만 조심성없게 스트라이크를 한 것이 방망이에 맞아서 중견수 플라이가 되는 바람에 기록이 끊어졌다. 가지모토는 나중에 “혹시 미나가와에게 다시 삼진했다면 20은 가지 않았을까”라고 말했다.
1959년 6월 12일의 경기에서 9회 2사까지 무안타로 처리하였지만 마지막 타자에게 안타를 맞고 노히트 노런을 놓쳤다. 나중에 입단한 요네다 데쓰야와 함께 ‘요네카지 시대’(ヨネカジ時代)라고 불리며 B클래스가 많았던 쇼와 30년대의 한큐를 지탱하였지만 두 사람 모두 연간 50경기 전후의 등판 횟수를 보유하는 등 이 터프한 성격이 팀의 지주가 됐다. 1967년에는 팜볼을 익혀 시즌 15승(11선발승)을 올리는 등 염원이던 팀의 첫 우승에 기여했고 같은 해 통산 200승을 달성했다. 1973년에는 현역에서 은퇴, 20년 동안 통산 254승(171선발승) 255패를 기록하면서 200승 이상을 기록한 투수 중에서 유일하게 패전 수가 승수를 넘었다. 어떤 때는 빈약한 타선을 지원하기 위해 3번 타자로서 출전한 것 외에도 1루수로서 경기에 출전한 적도 있었다. 또, 1966년에는 시즌 15연패라는 불명예스런 기록을 남긴 결과 하세가와 료헤이에 이어 200승보다 먼저 200패를 기록한 역대 두 번째 투수가 됐다(그 후에는 히가시오 오사무도 기록하였음).
1972년 4월 14일 도에이 플라이어스전에서는 공인 야구 규칙 8.04에 규정된 이른바 20초 룰에 의거해 2루심인 쓰유자키 모토야로부터 볼 판정을 받았다. 쓰유자키는 스톱워치로 시간을 측정하고 있었기에 이의의 여지가 없었다. 가지모토는 일본 프로 야구 공식전에서 투구 지연 행위로 이 규정의 적용을 받은 최초의 투수가 됐다.
1973년 시즌 끝으로 현역에서 은퇴했으며 한큐는 본인 이후 1987년 호시노 노부유키(11선발승) 이전까지 한동안 두자릿수 선발승을 거둔 좌완투수가 전무했고 1968년 여름 고시엔 대회 준우승 뒤 스타덤에 오른 김일융 영입에 한때 거론됐는데 한큐 외에도 샌프란시스코 자이언츠 난카이 다이요 도에이 니시테쓰 히로시마 주니치 등에서 입단 교섭이 왔지만 요미우리를 선택했다.

### 그 후
1974년부터 1978년, 1981년부터 1985년까지 한큐 투수 코치 겸 수석 코치, 1979년부터 1980년까지 한큐 감독을 역임했다. 1986년부터 1988년까지 한큐 구단조사부장을 맡았고 1989년부터 1993년까지 오릭스 2군 투수 코치, 1998년부터 1999년까지 주니치 드래건스 2군 투수 코치를 역임하는 등 지도자로서도 높은 평가를 받았다. 감독에서 물러난 바로 다음 해에 같은 팀의 코치로 들어간 사례는 일본 프로 야구 사상 극히 드문 경우이며 한국 프로 야구에서는 감독에서 물러난 다음 해 다른 팀 코치로 간 경우가 여러 차례 있었으나 같은 팀 감독에서 물러난 다음 해 해당 팀 코치로 들어간 사례는 전무하다. 1984년에는 우에다 도시하루 감독의 건강 문제에 의한 요양 조치에 따라 몇 시합에 불과했지만 감독 대행을 맡은 적도 있었다. 현장을 떠난 이후에는 데일리 스포츠 야구 평론가, J SPORTS, 라디오 간사이의 야구 해설위원으로서 활동했다. 동생 가지모토 야스오도 역시 한큐의 투수로서 활약하여 통산 3승 2패의 성적을 남겼는데 이 중 1승은 형제로서 릴레이를 펼친 경기였다.
2006년 9월 23일 오전 6시 26분에 호흡곤란 증세로 고베시내의 한 병원에서 향년 71세의 나이로 사망했고 이듬해 2007년에는 일본 야구 명예의 전당 헌액자로 선정되었다.

## 플레이 스타일
같은 시대의 투수들 대다수가 힘으로 던지는 형태의 폼으로 던지고 있는데에 반해 장신임에도 불구하고 스리쿼터 느낌의 점잖은 폼에서 나오는 강속구를 특징으로 하고 있다. 느긋하게 전신을 크게 사용하는 폼은 같은 시절에 활약했던 투수이자 인기가 많았던 가네다 마사이치를 표본으로 삼았다고 말한다. 그러나 가지모토 본인의 말에 의하면 “가네다 선수의 독특한 전신 사용법은 그 선수 밖에 할 수 없는 것이며 끝내 그의 것을 따라할 수가 없었다”라고 말했다.

## 에피소드
- 현역 시절에 큰 부상을 입지 않았고 은퇴 후 프로 야구 마스터스 리그에 등판했을 때에 60살을 넘은 나이에도 불구하고 140Km/h에 근접한 강속구를 기록했다.
- 타이틀이나 기록에 연연하는 성격은 전혀 없으며, 시즌 종반에 최다승을 차지할 수 있도록 이긴 경기에서 구원 등판하도록 감독이 촉구했으나 “남의 승리를 가로채는 짓은 참아 주십시오”라고 등판을 거부한 적도 있었다. 마찬가지로 본인이 승리 투수가 되는 데도 별 집착이 없었던 터라 현역 마지막 시즌인 1973년에 자신의 통산 승리 수가 통산 패전 수를 웃돌게끔 구원으로 등판하라는 감독이 그의 의사를 타진했는데도 이를 거부했다고 한다. 어느 잡지와의 인터뷰에서 “10대 0으로 이기는 것보다는 0대 1로 지는 게 좋다. 승패보다는 내실있는 피칭을 했는지 여부가 나한테는 더 중요했다”라고 말했다. 이런 성격도 한몫해서 통산 200승 이상의 올린 투수 중에서는 유일하게 최다승, 최우수 평균 자책점, 최고 승률 등 이른바 투수 부문 3관왕 타이틀과는 무관한 인물로 알려졌다. 특히 1956년에는 다이에이의 미우라 마사요시와 시즌 종료 직전까지 최다승을 놓고 경쟁을 벌이다가 남은 두 경기에서 나란히 27승으로 비기면서 당시의 최다 승리 신기록을 경신했다. 이들이 마지막으로 맞붙은 다음날의 더블헤더 1차전에서 가지모토는 구원으로 28승을 올리자 미우라도 이에 질세라 또다시 28승을 올려 승부는 다시 원점으로 돌아갔는데 최종적으로 미우라가 더블헤더 최종전에서 구원으로 등판, 29승째를 올리는 바람에 최다승 획득에는 실패했다. 현역 시절 중에서 최다승 타이틀에 가장 가까운 성적을 올린 셈이어서 가지모토의 일생을 통틀어 최고 성적을 남겼다.
- 사생활에서도 지극히 온화한 성격을 가진 인물로도 알려져 있는데 노무라 가쓰야는 “투수 답지 않고 부처님과 같은 성격”이라고 말했다. 반면에 비정상적으로 심지가 곧은 경향도 있어서 프로에 입문한 직후 “술을 마셔주지 않으면 한 사람 몫을 할 수 없다”라고 말해 선배 선수 앞에서 병에 물을 탄 술을 쭉 늘어놓으면서 모두 마셔버렸다는 에피소드도 있다. 요네다 데쓰야의 말에 의하면 “어떤 무리한 것도 거리낌 없이 바로 받아들여 실행에 옮기는 성실한 사람이다. 그러니까 형님(가지모토)을 위해서라면 자신은 어떠한 고생도 싫어하지 않는다”라고 말했다.[12] 후배를 돌보는 것도 상당히 좋아하는 편이라 코치, 감독 시절을 통해 선수들에게도 존경받았다. 또한 1군에서 뚜렷한 성적이 나오지 않았던 이마이 유타로가 술을 좋아하는 점을 보고 이마이에게 술을 먹여 등판시키는 등 에이스로 성장시키기도 했다.

## 상세 정보

### 출신 학교
- 기후 현립 다지미 공업고등학교

### 선수 경력
- 한큐 브레이브스(1954년 ~ 1973년)

### 지도자·기타 경력
- 한큐 브레이브스 투수 코치 겸 수석 코치(1974년 ~ 1978년, 1981년 ~ 1985년)
- 한큐 브레이브스 감독(1979년 ~ 1980년)
- 한큐 브레이브스 구단조사부장(1986년 ~ 1988년)
- 오릭스 브레이브스·오릭스 블루웨이브 2군 투수 코치(1989년 ~ 1993년)
- 주니치 드래건스 2군 투수 코치(1998년 ~ 1999년)

### 수상·타이틀 경력

#### 타이틀
- 최다 탈삼진(당시는 타이틀은 아님): 2회(1956년, 1957년) ※퍼시픽 리그에서는 1989년부터 타이틀로 제정됨.

#### 수상
- 베스트 나인 : 1회(1956년)
- 일본 야구 명예의 전당 헌액자(2007년)

### 개인 기록

#### 첫 기록
- 첫 등판·첫 선발·첫 승리 : 1954년 3월 27일, 대 다카하시 유니온스 1차전(한큐 니시노미야 구장), 6이닝 3실점
- 첫 탈삼진 : 상동, 1회초에 구로다 가즈히로로부터
- 첫 완투 : 1954년 4월 3일, 대 니시테쓰 라이온스 1차전(고쿠라호라쿠엔 구장), 8이닝 4실점에서 패전 투수
- 첫 완투 승리·첫 완봉 승리 : 1954년 4월 8일, 대 긴테쓰 펄스 5차전(후지이데라 구장)

#### 기록 달성 경력
- 통산 1000투구 이닝 : 1957년 5월 11일, 대 마이니치 오리온스 2차전(고라쿠엔 구장) ※역대 65번째
- 통산 1000탈삼진 : 1957년 8월 24일, 대 니시테쓰 라이온스 15차전(한큐 니시노미야 구장), 2회초에 이나오 가즈히사로부터 ※역대 14번째
- 통산 100승 : 1958년 7월 9일, 대 도에이 플라이어스 16차전(고마자와 야구장), 12이닝 5실점 완투 승리 ※역대 23번째
- 통산 100선발승 : 1961년 9월 27일, 대 다이마이 오리온즈 25차전(고라쿠엔 구장)(더블헤더 1차전), 9이닝 3실점 완투 승리
- 통산 1500투구 이닝 : 1958년 8월 10일, 대 니시테쓰 라이온스 15차전(헤이와다이 구장) ※역대 35번째
- 통산 1500탈삼진 : 1960년 7월 12일, 대 난카이 호크스 12차전(한큐 니시노미야 구장), 7회초에 후쿠다 마사히사로부터 ※역대 6번째
- 통산 2000투구 이닝 : 1960년 9월 10일, 대 도에이 플라이어스 24차전(고마자와 야구장) ※역대 19번째
- 통산 150승 : 1961년 8월 12일, 대 긴테쓰 버펄로 16차전(한큐 니시노미야 구장), 8회초에 3번째 투수로서 구원 등판·마무리, 4이닝 무실점 ※역대 14번째
- 통산 150선발승 : 1969년 4월 17일, 대 니시테쓰 라이온스 1차전(헤이와다이 구장), 7이닝 3실점 선발승
- 통산 2500투구 이닝 : 1962년 8월 15일, 대 마이니치 다이에이 오리온스 22차전(한큐 니시노미야 구장) ※역대 12번째
- 통산 500경기 등판 : 1963년 9월 21일, 대 마이니치 다이에이 오리온스 25차전(도쿄 스타디움), 선발 등판으로 5와 0/3이닝 6실점(4자책점)에서 패전 투수 ※역대 12번째
- 통산 2000탈삼진 : 1964년 5월 3일, 대 긴테쓰 버펄로스 8차전(닛폰 생명 구장), 8회말에 도이 마사히로로부터 ※역대 3번째
- 통산 3000투구 이닝 : 1965년 5월 19일, 대 도쿄 오리온스 5차전(한큐 니시노미야 구장) ※역대 9번째
- 통산 600경기 등판 : 1965년 7월 8일, 대 도쿄 오리온스 21차전(한큐 니시노미야 구장), 9회초 2사에 2번째 투수로서 구원 등판·마무리, 1/3이닝 무실점
- 통산 200승 : 1967년 6월 6일, 대 난카이 호크스 10차전(한큐 니시노미야 구장), 9이닝 완봉 승리 ※역대 12번째
- 통산 2500탈삼진 : 1967년 10월 10일, 대 니시테쓰 라이온스 27차전(한큐 니시노미야 구장), 8회초에 이토 고시로로부터 ※역대 3번째
- 통산 3500투구 이닝 : 1968년 4월 29일, 대 난카이 호크스 4차전(오사카 구장) ※역대 6번째
- 통산 700경기 등판 : 1968년 5월 26일, 대 난카이 호크스 11차전(한큐 니시노미야 구장), 선발 등판으로 7과 2/3이닝 1실점에서 승리 투수 ※역대 2번째
- 통산 800경기 등판 : 1970년 10월 16일, 대 롯데 오리온스 24차전(한큐 니시노미야 구장), 선발 등판으로 3이닝 1실점 ※역대 2번째
- 통산 4000투구 이닝 : 1971년 5월 5일, 대 롯데 오리온스 4차전(한큐 니시노미야 구장) ※역대 6번째
- 통산 250승 : 1972년 5월 20일, 대 긴테쓰 버펄로스 6차전(주니치 스타디움), 9이닝 완봉 승리 ※역대 7번째

#### 기타
- 1경기 9타자 연속 탈삼진(1957년 7월 23일)
- 1이닝 3자 연속 3구 삼진 ※일본 프로 야구 사상 최초[13]
  - 1954년 7월 10일 대 긴테쓰 펄스전에서의 6회
  - 1957년 10월 18일 대 난카이 호크스전에서의 3회
- 올스타전 출장 : 12회(1954년, 1956년 ~ 1958년, 1960년 ~ 1963년, 1965년, 1967년 ~ 1969년)

### 등번호
- 33(1954년 ~ 1977년)
- 78(1978년 ~ 1985년)
- 91(1989년 ~ 1993년)
- 80(1998년 ~ 1999년)

### 연도별 투수 성적
| 연 도       | 소 속       | 등 판 | 선 발 | 완 투 | 완 봉 | 무 4 구 | 승 리 | 패 전 | 세 이 브 | 홀 드 | 승 률 | 타 자 | 이 닝  | 피 안 타 | 피 홈 런 | 볼 넷 | 고 4 | 몸 맞 | 탈 삼 진 | 폭 투 | 보 크 | 실 점 | 자 책 점 | 평 자 책 | W H I P |
| ----------- | ----------- | ----- | ----- | ----- | ----- | ------- | ----- | ----- | -------- | ----- | ----- | ----- | ------ | -------- | -------- | ----- | ---- | ----- | -------- | ----- | ----- | ----- | -------- | -------- | ------- |
| 1954년      | 한큐        | 55    | 31    | 17    | 2     | 0       | 20    | 12    | --       | --    | .625  | 1300  | 309.1  | 266      | 19       | 118   | --   | 4     | 228      | 2     | 1     | 112   | 94       | 2.73     | 1.24    |
| 1955년      | 한큐        | 49    | 34    | 19    | 6     | 2       | 18    | 14    | --       | --    | .563  | 1112  | 273.1  | 232      | 10       | 84    | 3    | 4     | 222      | 4     | 1     | 104   | 87       | 2.86     | 1.16    |
| 1956년      | 한큐        | 68    | 33    | 20    | 5     | 2       | 28    | 17    | --       | --    | .622  | 1478  | 364.1  | 284      | 13       | 118   | 8    | 12    | 327      | 5     | 0     | 110   | 91       | 2.25     | 1.10    |
| 1957년      | 한큐        | 53    | 33    | 26    | 7     | 4       | 24    | 16    | --       | --    | .600  | 1328  | 337.1  | 259      | 13       | 92    | 4    | 4     | 301      | 5     | 0     | 95    | 72       | 1.92     | 1.04    |
| 1958년      | 한큐        | 44    | 29    | 15    | 3     | 3       | 16    | 18    | --       | --    | .471  | 1078  | 265.0  | 232      | 18       | 79    | 6    | 5     | 186      | 4     | 0     | 98    | 88       | 2.99     | 1.17    |
| 1959년      | 한큐        | 39    | 27    | 5     | 2     | 1       | 11    | 17    | --       | --    | .393  | 847   | 199.1  | 198      | 14       | 58    | 1    | 5     | 136      | 0     | 0     | 86    | 72       | 3.25     | 1.28    |
| 1960년      | 한큐        | 48    | 31    | 18    | 4     | 4       | 21    | 18    | --       | --    | .538  | 1228  | 297.2  | 266      | 31       | 82    | 12   | 4     | 171      | 1     | 1     | 97    | 84       | 2.54     | 1.17    |
| 1961년      | 한큐        | 54    | 31    | 17    | 3     | 4       | 17    | 23    | --       | --    | .425  | 1105  | 269.2  | 261      | 25       | 56    | 6    | 2     | 141      | 1     | 0     | 108   | 84       | 2.80     | 1.18    |
| 1962년      | 한큐        | 50    | 23    | 12    | 0     | 0       | 14    | 15    | --       | --    | .483  | 983   | 235.2  | 244      | 18       | 59    | 9    | 3     | 154      | 7     | 0     | 103   | 86       | 3.28     | 1.29    |
| 1963년      | 한큐        | 46    | 26    | 7     | 1     | 0       | 9     | 17    | --       | --    | .346  | 790   | 180.1  | 204      | 19       | 57    | 4    | 1     | 107      | 1     | 0     | 98    | 87       | 4.34     | 1.45    |
| 1964년      | 한큐        | 53    | 28    | 6     | 1     | 1       | 9     | 13    | --       | --    | .409  | 980   | 231.2  | 237      | 11       | 61    | 8    | 2     | 142      | 3     | 0     | 96    | 86       | 3.34     | 1.29    |
| 1965년      | 한큐        | 51    | 16    | 2     | 1     | 0       | 5     | 11    | --       | --    | .313  | 747   | 177.1  | 183      | 16       | 50    | 9    | 1     | 137      | 1     | 0     | 76    | 71       | 3.60     | 1.31    |
| 1966년      | 한큐        | 39    | 19    | 3     | 0     | 0       | 2     | 15    | --       | --    | .118  | 586   | 141.2  | 120      | 18       | 47    | 7    | 4     | 112      | 4     | 0     | 69    | 58       | 3.68     | 1.18    |
| 1967년      | 한큐        | 37    | 26    | 9     | 3     | 2       | 15    | 9     | --       | --    | .625  | 786   | 188.1  | 167      | 11       | 70    | 7    | 4     | 136      | 5     | 0     | 58    | 51       | 2.44     | 1.26    |
| 1968년      | 한큐        | 45    | 31    | 7     | 2     | 0       | 12    | 8     | --       | --    | .600  | 926   | 221.1  | 207      | 27       | 63    | 10   | 5     | 175      | 1     | 0     | 82    | 73       | 2.97     | 1.22    |
| 1969년      | 한큐        | 40    | 24    | 9     | 1     | 1       | 18    | 10    | --       | --    | .643  | 766   | 187.2  | 178      | 16       | 39    | 1    | 4     | 93       | 5     | 0     | 73    | 62       | 2.97     | 1.16    |
| 1970년      | 한큐        | 29    | 17    | 4     | 0     | 1       | 4     | 9     | --       | --    | .308  | 452   | 103.1  | 116      | 17       | 35    | 2    | 2     | 56       | 1     | 0     | 62    | 55       | 4.79     | 1.46    |
| 1971년      | 한큐        | 33    | 15    | 4     | 1     | 0       | 6     | 8     | --       | --    | .429  | 576   | 136.0  | 134      | 12       | 43    | 4    | 1     | 74       | 0     | 1     | 57    | 52       | 3.44     | 1.30    |
| 1972년      | 한큐        | 17    | 12    | 2     | 1     | 0       | 2     | 5     | --       | --    | .286  | 298   | 69.0   | 66       | 11       | 28    | 3    | 3     | 35       | 0     | 0     | 34    | 28       | 3.65     | 1.36    |
| 1973년      | 한큐        | 17    | 1     | 0     | 0     | 0       | 3     | 0     | --       | --    | 1.000 | 90    | 19.2   | 25       | 2        | 5     | 2    | 1     | 12       | 3     | 0     | 16    | 14       | 6.41     | 1.53    |
| 통산 : 20년 | 통산 : 20년 | 867   | 487   | 202   | 43    | 25      | 254   | 255   | --       | --    | .499  | 17456 | 4208.0 | 3879     | 321      | 1244  | 106  | 71    | 2945     | 53    | 4     | 1634  | 1395     | 2.98     | 1.22    |

- 굵은 글씨는 시즌 최고 성적.

### 감독으로서의 팀 성적
| 연도       | 소속       | 순위       | 경기 | 승리 | 패전 | 무승부 | 승률 | 승차                         | 팀 홈런                      | 팀 타율                      | 팀 평균자책점                | 연령                         |
| ---------- | ---------- | ---------- | ---- | ---- | ---- | ------ | ---- | ---------------------------- | ---------------------------- | ---------------------------- | ---------------------------- | ---------------------------- |
| 1979년     | 한큐       | 2위        | 130  | 75   | 44   | 11     | .630 | 2위·1위                      | 193                          | .281                         | 3.84                         | 44세                         |
| 1980년     | 한큐       | 5위        | 130  | 58   | 67   | 5      | .464 | 4위·5위                      | 204                          | .262                         | 5.08                         | 45세                         |
| 통산 : 2년 | 통산 : 2년 | 통산 : 2년 | 260  | 133  | 111  | 16     | .545 | A클래스 : 1회, B클래스 : 1회 | A클래스 : 1회, B클래스 : 1회 | A클래스 : 1회, B클래스 : 1회 | A클래스 : 1회, B클래스 : 1회 | A클래스 : 1회, B클래스 : 1회 |

1. 1979년부터 1996년까지는 130경기제.
2. 1973년부터 1982년까지는 전·후기제 도입으로 인해 승차에서의 왼쪽은 전기 순위, 오른쪽은 후기 순위를 표기
3. 1979년 전·후기 통산 승률 1위를 기록하였지만 긴테쓰와의 플레이오프에서 패해 ‘리그 우승=일본 시리즈 출장’을 놓쳤다.